# Allogeno
L'Allogeno è un testo cristiano gnostico sethiano, il terzo trattato del codice 11 dei manoscritti di Nag Hammadi.
Benché manchino molte parti, esse potranno essere ricostruite anche grazie ad un frammento recentemente scoperto nel codice Tchacos.
Il testo riguarda le rivelazioni fatte ad Allogenes (nome usato nelle traduzioni greche del Nuovo Testamento con il significato di "straniero" o "appartenente ad un'altra famiglia"). L'opera descrive come ha superato il timore e l'ignoranza ed è asceso al regno esoterico del dio degli gnostici. 